# Közönséges holdszarvú-ganajtúró
A közönséges holdszarvú-ganajtúró (Copris lunaris) a ganajtúrófélék családjába tartozó, Eurázsiában honos, legelőkön, réteken élő bogárfaj.

## Megjelenése
A közönséges holdszarvú-ganajtúró testhossza 16-24 mm. Testalkata robusztus, szárnyfedői erősen domborúak. Jól látható a szexuális dimorfizmus: a hímek fején hosszú, kissé ívelő, hegyesedő végű szarv látható, amitől külseje az orrszarvúhoz hasonlít. A nőstények szarva rövid, kétcsúcsú. Egész teste fényes fekete. Feje a szemek előtt hirtelen kiszélesedik és lapátszerűen ellaposodik. Előháta (tora) sűrűn, és viszonylag erősen pontozott; alakja a nőstények esetében domború, a hímeknél elöl meredeken emelkedő, két oldalsó csücsökkel. Szárnyfedői simák, fényesek, 5-5 egyenletes távolságban lévő, hosszanti rovátkával; ezek közei enyhén domborúak. A szárnyfedők közötti pajzsocskája (scutellum) egészen kicsi, alig látható. Lábai hosszúak és nagyon robusztusak, kiálló sarkantyúval vannak ellátva, az első lábak ásólábakká vastagodtak. 

## Elterjedése
Európában, valamint Nyugat- és Közép-Ázsiában honos a Brit-szigetektől Kis-Ázsián és Iránon keresztül egészen Dél-Szibériáig és Kínáig. Európában inkább a kontinens déli részein gyakori, de ritkán még Dél-Skandináviában is előfordul. 

## Életmódja
A sík- és dombvidékeket preferálja. A napsütötte homokos-meszes, löszös talajú rétek, legelők, sztyepprétek lakója (délen bozótosokban, erdőkben is gyakori), ahol sok tehén- és lótrágyát (vagy más patás állat trágyáját) talál. Az imágók áttelelnek és némi erőgyűjtés után tavasz végén, nyár elején rajzanak és párosodnak. A nőstény 10-20 cm mély járatot ás a talajba, míg a hím egy közelben levű trágyarakásból galacsinokat formál és odagurítja a nőstények. A járatoknak 7-8 oldalkamrája van, amelyekbe a nőstény egy-egy galacsint helyez, majd azokba egy-egy petét rak. A hím és a nőstény együtt őrzi a lárvákat és elűzi a járatba betévedő rovarokat. A nőstény nyár végéig gondozza a lárvákat, kijavítja a galacsinokat vagy a kamrák falát és csak akkor hagyja ott őket, amikor az új generáció kibújik a bábból. 
Magyarországon védett, természetvédelmi értéke 5 000 Ft.

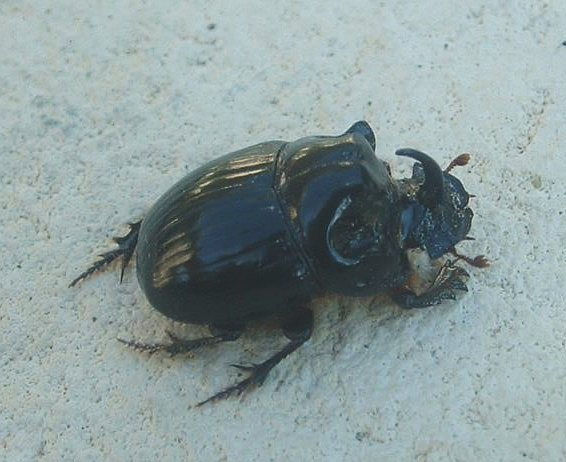
Hím
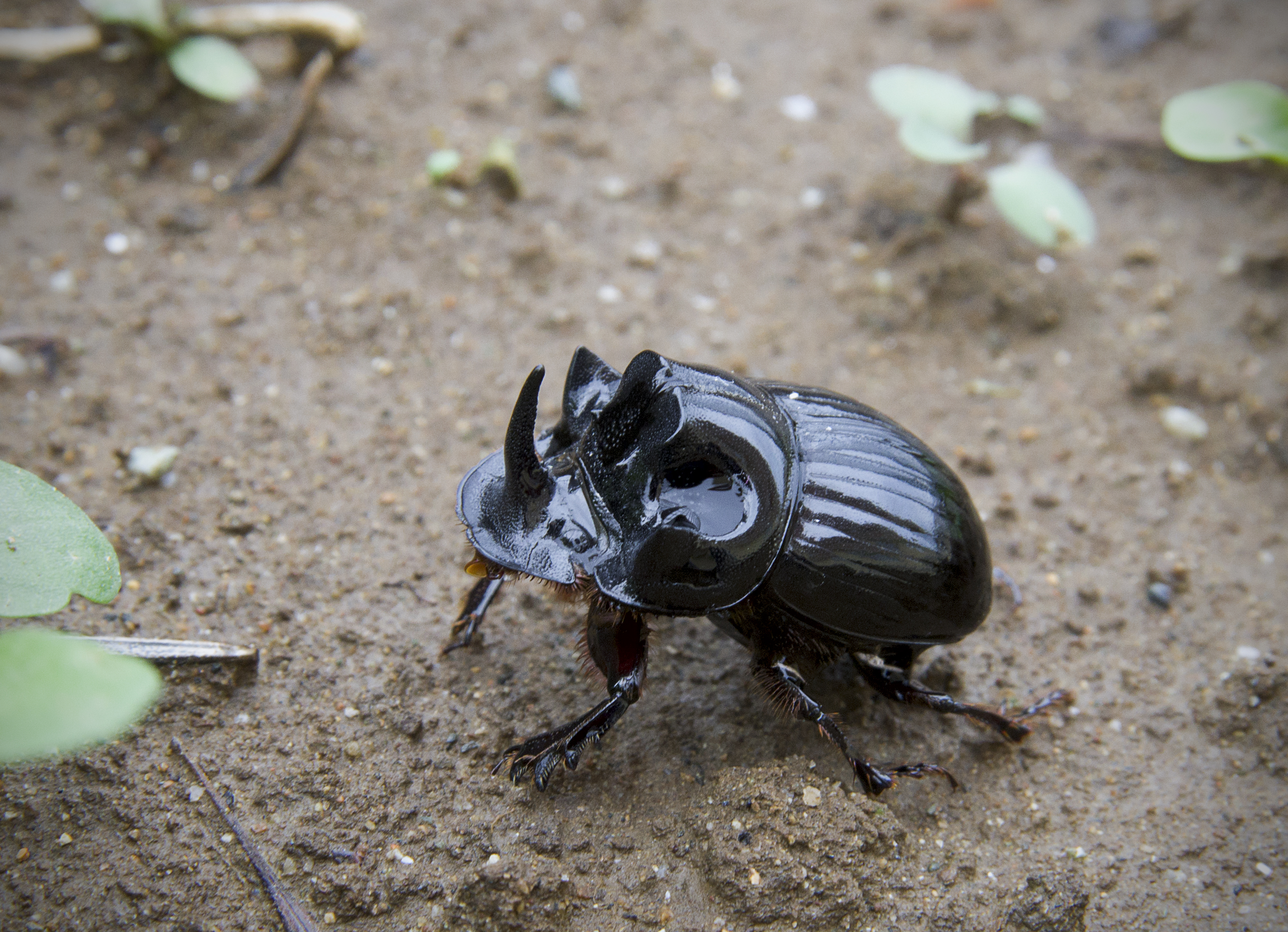
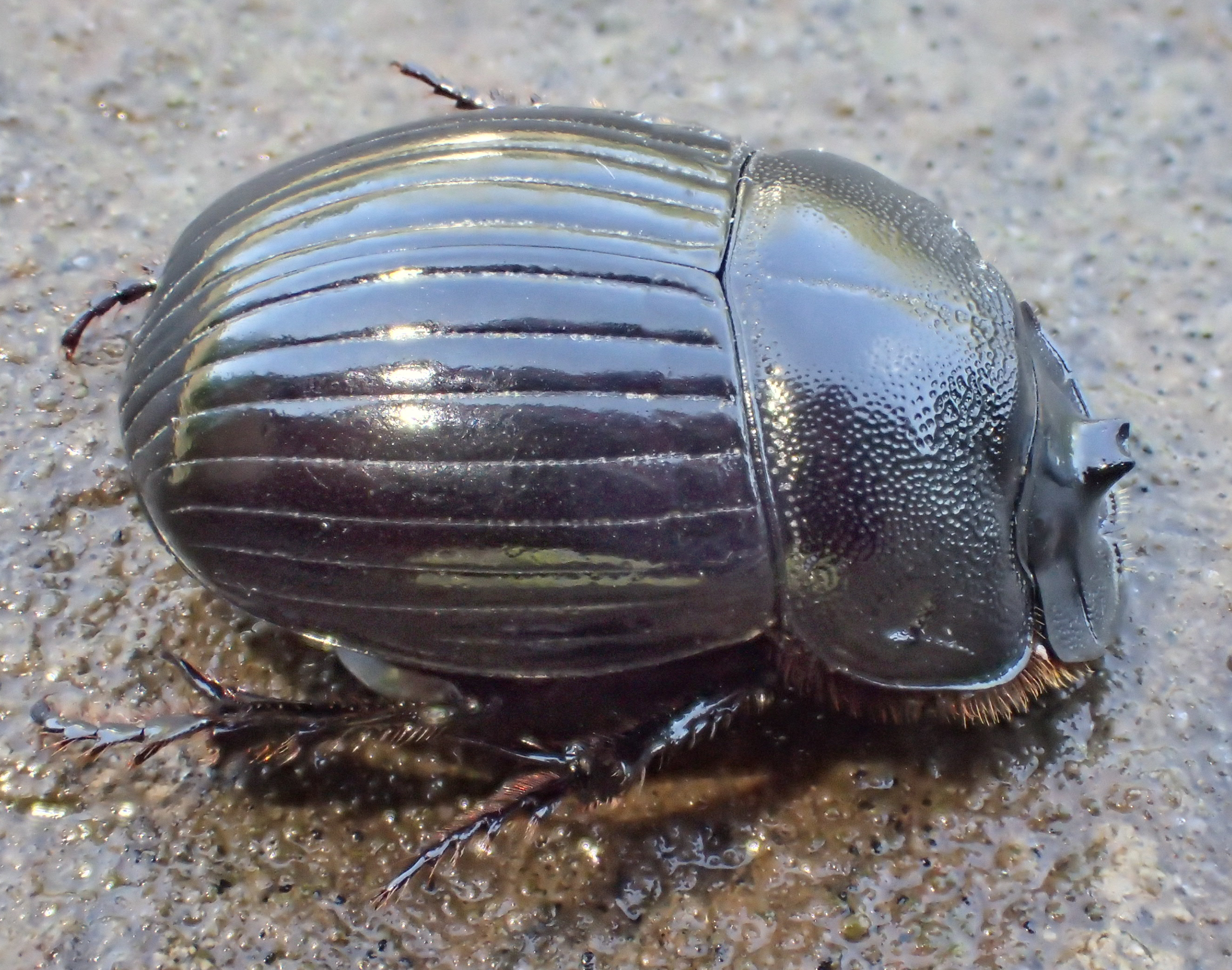
Nőstény
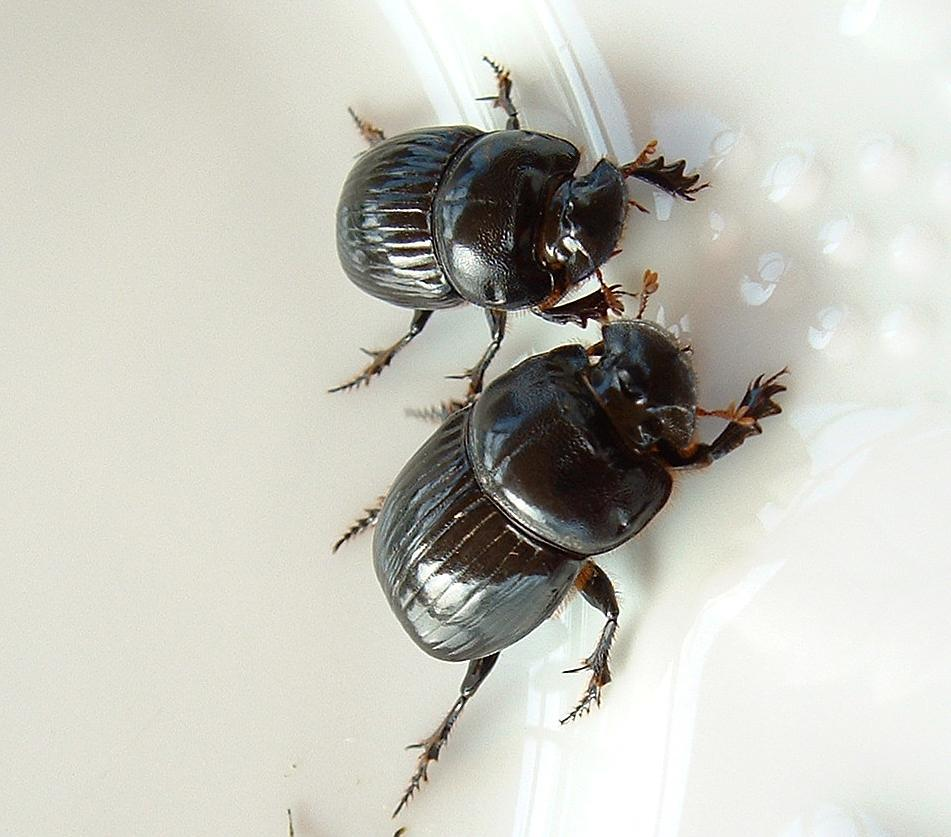
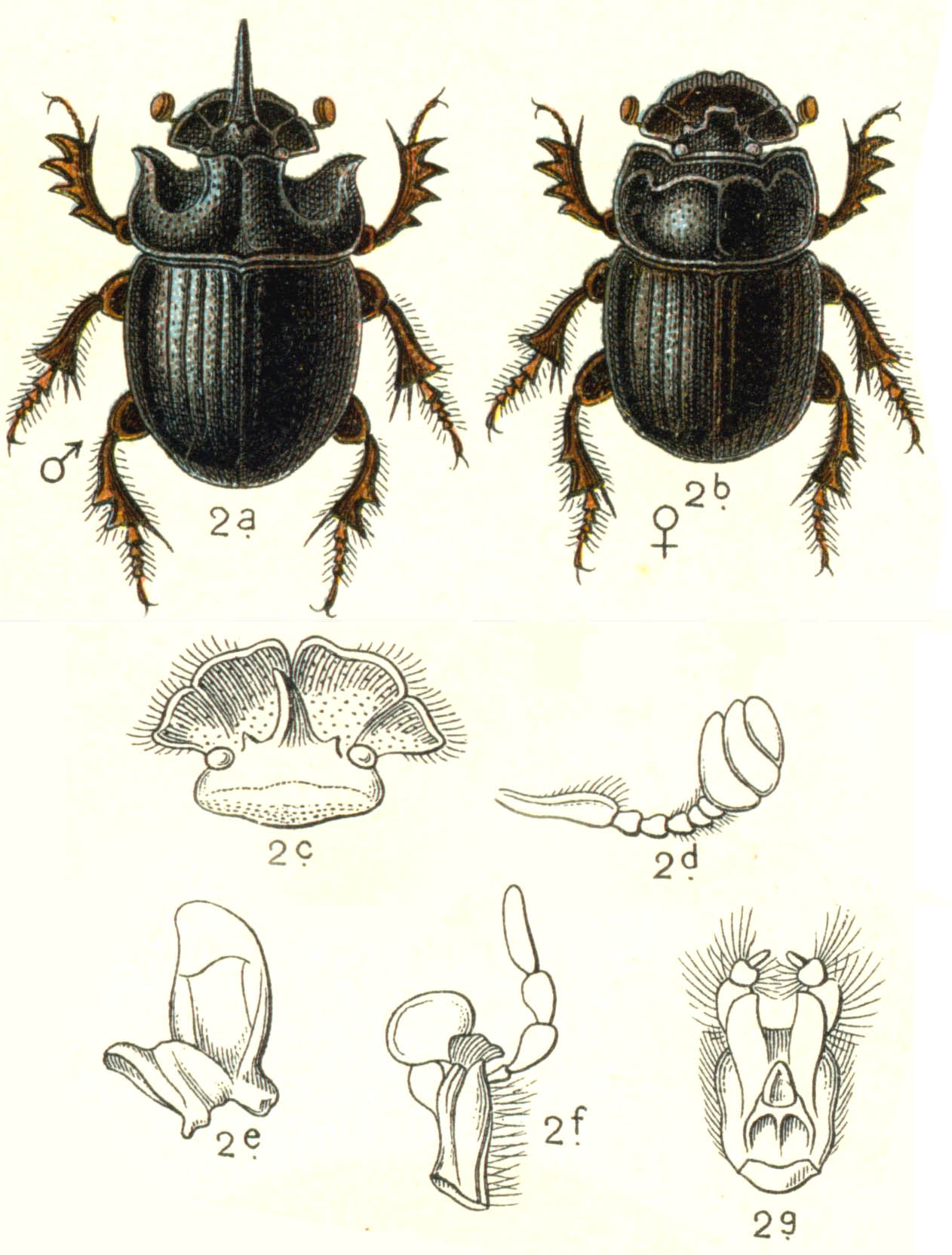